# Sainte-Hélène (Lozère)
Sainte-Hélène è un comune francese di 74 abitanti situato nel dipartimento della Lozère nella regione dell'Occitania.

## Società

### Evoluzione demografica
Abitanti censiti